# 余增遠
余增遠（1605年—1669年），字谦贞，世称若水先生，浙江會稽人。明末進士。入清後隱逸不出。

## 生平
崇禎十六年（1643年）癸未科進士。授寶應縣知縣。弘光朝，授禮部主事，遷郎中。抗清失敗，余增遠逃至山中。郡縣逼迫其出見，以死相拒。後終於事解。居草屋三間，不能遮蔽風雨，用鱉甲接漏。聚集村童五六人，教授《三字經》。其屋內髒亂，無法下足，早起耕作，與老農雜處。海防道王天錫，與余增遠有同年之誼，欲與其敘舊，余增遠以病相辭。天錫徑直拜訪其家，增遠蓋被不起，口稱：「不幸有狗马疾，不得与故人为礼。」天錫方辭別，增遠已與一婢子担糞灌園如常。天錫遠遠望見，歎息而去。清康熙八年（1669年）卒，享年六十五歲。二十四年不離城南一步。余增遠病重之時，黃宗羲來到病榻之前，欲爲其把脈，增遠笑道：「某祈死二十年前，反祈生二十年后乎？」黃宗羲流淚而別。《清史稿·遺逸》有傳。

## 延伸阅读
[在维基数据编辑]
 《清史稿·卷501》，出自趙爾巽《清史稿》